# Єрник жовтий
Єрник жовтий (Anthus chloris) — вид горобцеподібних птахів родини плискових (Motacillidae).

## Поширення
Вид поширений на сході ПАР та Лесото. Мешкає у Драконових горах. Його природними середовищами існування є субтропічні або тропічні високогірні луки, орні землі та пасовища.